# Simileasca, Buzău
Simileasca (denumit în trecut și Iorguleasca) este un cartier al orașului Buzău, Muntenia, România. A fost sat și comună până la jumătatea secolului al XX-lea. 

## Așezare
Cartierul se află la periferia nord-vestică a Buzăului, pe malul drept al râului Buzău și în zona sa se află punctul de unde începe șoseaua națională DN10, care duce la Brașov; acest punct se află în zona fabricii de bere, unde cartierul este despărțit de restul orașului prin șoseaua de centură (DN2). Prin cartier trece și calea ferată Buzău-Nehoiașu, pe care este deservit de stația Buzău Nord (fostă Simileasca).

## Istorie
La sfârșitul secolului al XIX-lea Simileasca era o comună aflată la nord-vest de orașul Buzău. Comuna acoperea mai multe proprietăți ale episcopiei ortodoxe a Buzăului, iar episcopia a colonizat satul cu romi care erau folosiți înaintea secolului al XIX-lea ca sclavi.
În 1902 satul Simileasca avea o populație de 720 de locuitori ce trăiau în 167 de case. Comuna făcea pe atunci parte din plasa Sărata a județului Buzău, era formată din satele Bănceasca, Odaia Banului, Simileasca și Spătaru, având în total 1700 de locuitori. În comună funcționau 10 mori de apă pe Buzău, o piuă, două fabrici de rafinare a petrolului, 2 fabrici de postav și 3 de făină; comuna avea o biserică în Simileasca și o școală cu 41 de elevi (dintre care 9 fete). În 1925 comuna era inclusă în plasa Nișcov a aceluiași județ și era compusă din satele Bănceasca și Simileasca, cu un total de 1530 de locuitori (după ce satul Spătaru a trecut la comuna Costești, iar satul Odaia Banului la comuna Maxenu).
În 1950 comuna a fost inclusă în orașul regional Buzău, parte a regiunii Buzău și apoi a regiunii Ploiești. În 1968 comuna a fost desființată, cele două sate rămase fiind comasate și incluse în municipiul Buzău, devenit reședință a județului Buzău, reînființat.
Astăzi fostele sate principale ale comunei, Simileasca și Bănceasca, sunt parte integrantă a unicei localități urbane ce alcătuiește municipiul Buzău, axul principal al Simileascăi fiind strada Transilvaniei, care se continuă cu DN10. Bănceasca a fost în trecut locul unde se ținea târgul Drăgaica. Celelalte sate care aparținuseră comunei sunt repartizate după cum urmează: satul Spătaru este în comuna Costești, iar satul Odaia Banului — în comuna Țintești.